# Lazo, Drochia
Lazo (Cuza-Vodă) este un sat din cadrul comunei Hăsnășenii Noi din raionul Drochia, Republica Moldova.
A fost fondat în 1921 cu numele Cuza-Vodă. Deși numele a fost schimbat în Lazo după al doilea război mondial, localnicii mai folosesc denumirea veche.

## Demografie

### Structura etnică
Structura etnică a satului conform recensământului populației din 2004:
| Grup etnic         | Populație | % Procentaj |
| ------------------ | --------- | ----------- |
| Moldoveni / Români | 531       | 97,97%      |
| Ucraineni          | 8         | 1,48%       |
| Ruși               | 2         | 0,37%       |
| Alții              | 1         | 0,18%       |
| Total              | 542       | 100%        |